# Jüan Si-kaj
Jüan Si-kaj (hagyományos kínai: 袁世凱, egyszerűsített kínai: 袁世凯, pinjin: Yuán Shìkǎi, 1859. szeptember 16. – 1916. június 6.) kínai politikus, katona és önjelölt császár. Gyakran nevezték Kína „erős emberének” is, a korabeli nagyhatalmak véleménye alapján. Igen nagy hatalmú tábornok volt Kínában a 20. század elején, mivel a jól felszerelt, modern északi Pejjang Hadsereg (Beiyang Hadsereg) parancsnokává nevezték ki 1895-ben. A Csing (Qing)-udvar híveként részt vett Kuang-hszü császár (Guangxu császár) 1898-as száznapos reformjában is, ám a reformtörekvések végül miatta buktak el, hiszen a konzervatív Ce-hszi anyacsászárné (Cixi anyacsászárné) oldalára állt, és értesítette őt a császár terveiről. A dinasztia végnapjaiban, a vucsangi felkelés után miniszterelnökké nevezték ki, ekkor tárgyalást kezdett a lázadókkal és megegyezett velük. A Csing-dinasztia (Qing-dinasztia) lemondatásáért cserébe megkapta az elnöki pozíciót Szun Jat-szen (Sun Yat-sen)től.
Hatalmának erősödése azt jelentette, hogy Kína folyamatosan haladt egy újabb császárság irányába. Mivel az időközben megtartott választások után úgy tűnt, hogy a forradalmi Kuomintang (Guomindang) jelöltje, Szung Csiao-zsen (Song Jiaoren) lesz a miniszterelnök, és ő jelentősen megnyirbálja majd elnöki jogköreit, ezért 1913 tavaszán Jüan (Yuan) merényletet hajtatott végre a politikus ellen. Erre lázadás tört ki a déli tartományokban, azonban Jüan (Yuan) csapatai két hónap alatt vérbe fojtották a megmozdulásokat. Ezzel politikai pozíciója is megszilárdult, és október 6-án az ország elnökévé választották. 1914 januárjában feloszlatta a nemzetgyűlést, majd 1914 decemberében személyesen mutatott be áldozatot az Ég Urának, ami a monarchia visszaállításának egyértelmű jele volt. Jüan (Yuan) a nép akaratára hivatkozva december 11-én bejelentette a császárság visszaállítását, ám ekkor az egész országban lázongások törtek ki. Azért, hogy a polgárháborút elkerülje, 1916. március 22-én lemondott, majd nem sokra rá, június 6-án meghalt agyvérzésben.

## Élete

### Fiatalkora
Jüan (Yuan) 1859. szeptember 16-án született a Hunan tartománybeli Hsziangcseng (Xiangcheng) városában a Tajping-felkelés idején. Anyai nagyapja, apja és testvérei a császári csapatok oldalán harcoltak a háborúban. 1866-ban egyik nagybátyja fogadta örökbe, és egészen 1873-as haláláig nevelte őt. Ezután Jüan (Yuan) Pekingbe költözött, ahol ott lakó nagybátyjai felügyelete alatt élt. Tradicionális nevelése ellenére nem mutatott különösebb érdeklődést a tanulás és a klasszikus műveltség iránt.
Iskola helyett inkább a küzdősportok és a szórakozás kötötte le figyelmét, emiatt kétszer is megbukott az állami vizsgákon, ami pedig a hivatalnoki pozícióba kerülés alapja volt. 1880-ban végül pénzért vásárolt hivatalnoki pozíciót magának, majd belépett a hadseregbe. Katonai karrierjét a tábornoki rendfokozatot viselő nagybátyja titkáraként kezdte.1882-ben Koreába vezényelték, és az elkövetkező tizenkét évet ott töltötte.

### ACsing-dinasztia(Qing-dinasztia)szolgálatában

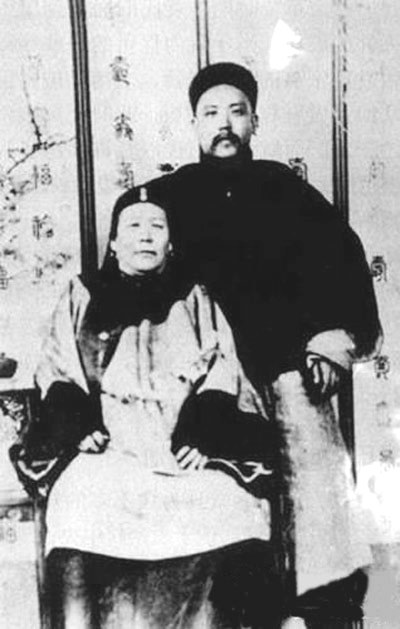
Jüan (Yuan) anyjával

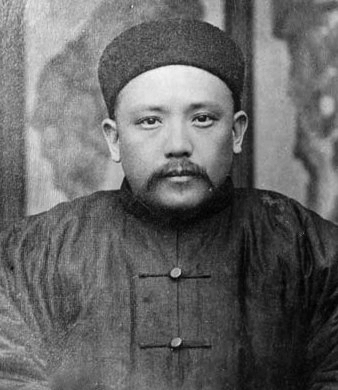
Koreai szolgálata idején

#### Koreában
Nagybátyja a koreai utazás előtt hirtelen meghalt, és Jüan (Yuan) a helyzetet kihasználva, az ő nevében eljárva lett a Koreában székelő kínai rezidens 1882-ben. Itt komoly hírnevet szerzett magának, mint diplomata, kifinomult intrikus és kiemelkedő katonai szervező. Befolyását arra használta fel, hogy megerősítse a kínai pozíciókat a Koreai-félszigeten, így minimálisra szorította vissza az orosz és japán befolyást, megakadályozta a koreai rizsexportot Japánba, valamint az ország külkapcsolatainak kiépülését a Brit Birodalommal. 1884-ben három hadosztály parancsnoka lett, majd segített a koreai királynak a testőrség megszervezésében és a határőrök kiképzésében.
December 4-én a Kapsin-incidens néven elhíresült eset során Japán támogatta a haladókat egy puccs kivitelezésében, és az elfoglalt királyi palota őrzésében a japán követségi őrök is részt vettek. Az eset során Jüan (Yuan) csapataival fellépett Min királyné és a konzervatívok mellett, december 6-án pedig ötezer kínai és koreai katona valamint tüzérség élén ostrom alá vette a királyi palotát, amiből a japánok elmenekültek. Ezután kineveztette magát a koreai királyi család protektorává és felgyújtatta a japán követség épületét. A támadás kiélezte a viszonyt Kína és Japán között az elkövetkező évtizedben. A sikeres akció után elnyerte Li Hung-csang (Li Hongzhang) prominens udvari politikus bizalmát, akinek 1885-ben személyesen jelentett és ő hivatalosan kinevezte császári rezidenssé, így innentől Jüan képviselte a Csing-dinasztia (Qing-dinasztia) érdekeit Szöulban, a koreai királyi udvarnál.
A feladata az volt, hogy megvédje a kínai pozíciókat Koreában a japán befolyástól, és bár ez eleve lehetetlen feladatnak bizonyult, Jüan (Yuan) azt mindenképp elérte, hogy megfelelő elismertséget szerezzen odahaza. A koreai 1893–94-es Tonghak-lázadás idején állást foglalt a katonai beavatkozás mellett, így hozzájárult az első kínai–japán háború kitöréséhez. Mikor a japán flotta elsüllyesztette a Koreába erősítést szállító Kowshing-ot, a harcok tényleges kezdete előtt álruhában visszatért Pekingbe.

#### Részvétele a reformokban

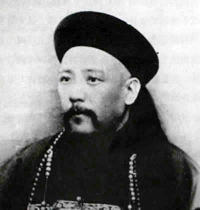
Santung (Shandong) kormányzójaként 1900 környékén

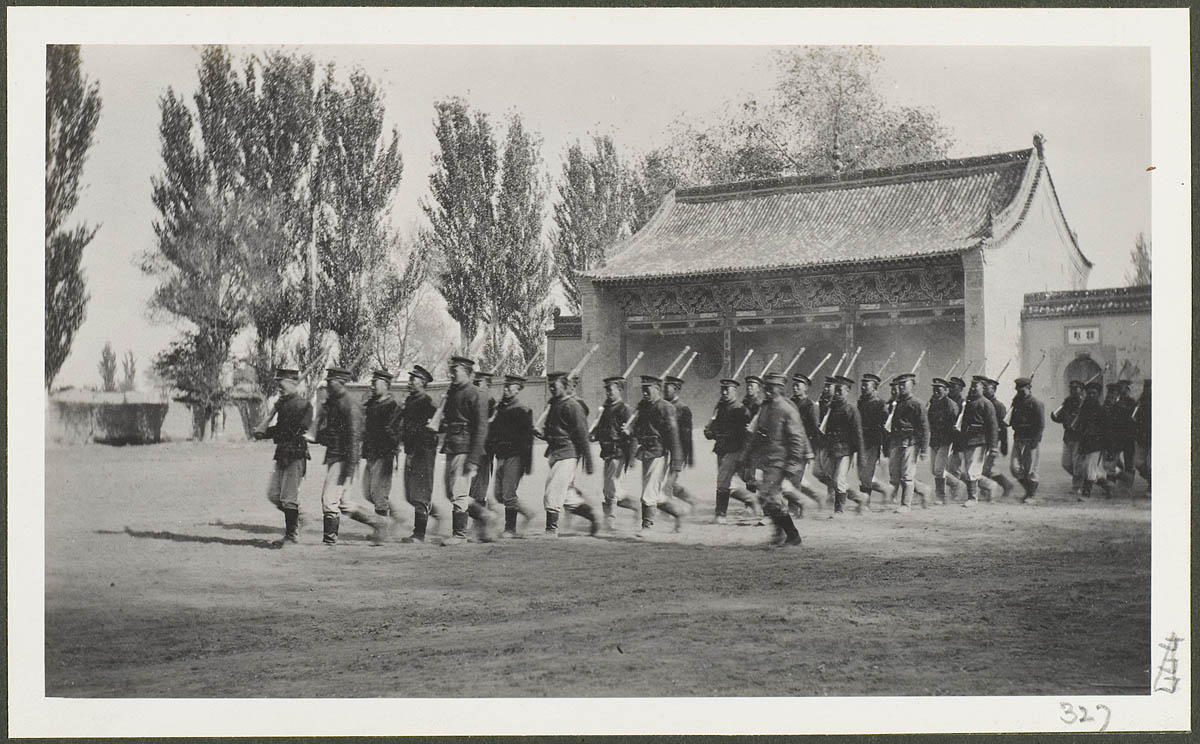
Jüan (Yuan) modern új hadserege

A kínai csapatok egy éven belül megsemmisítő vereséget szenvedtek a japánoktól, és ez rámutatott a katonai reformok szükségességére. Szöul parancs nélküli kiürítése miatt egy ideig kegyvesztett lett – cselekedetét a régi kínai törvények szerint halállal is lehetett volna büntetni –, de Li támogatását élvezve 1896-ra újra elnyerte az udvar bizalmát. A reformfolyamatban részt vett Jüan (Yuan) is, akit 1901-ben kineveztek a Tiencsin (Tianjin)ben újonnan létrehozott Pejjang Hadsereg élére. Hamarosan ez lett a legerősebb és legjobban felszerelt kínai hadsereg, köszönhetően az általa bevezetett nyugati kiképzési módszereknek, szervezési eljárásoknak és a szigorú fegyelemnek. A hadsereg elhelyezkedése is kulcsfontosságú volt, hiszen a főváros közvetlen közelében állomásoztak, és emiatt jelentős szerepet játszhattak a rend fenntartásában és a dinasztia védelmében.
Az 1898-as száznapos reform idején Jüan csatlakozott Kuang-hszü császárhoz (Guangxu császárhoz), és részt vett a minisztertanács gyűlésein is. Bár látszólag a császár pártján állt, valójában egyik oldal mellett sem kötelezte el magát, kivárta az események alakulását. Ennek ellenére tájékoztatta a császárt egy készülő palotaforradalomról, aki végül Ce-hszi császárné (Cixi császárné) és más prominens konzervatívok letartóztatására adott parancsot. Jüan (Yuan) kapta a feladatot, hogy tartóztassa le a császárnét és a pekingi helyőrség parancsnokát. Ő azonban, felismerve ennek reménytelenségét az utóbbiak tudomására hozta a császár terveit, így ők előbb léphettek, és szeptember 20-án a császárt vették őrizetbe.

#### Politikai ambíciók

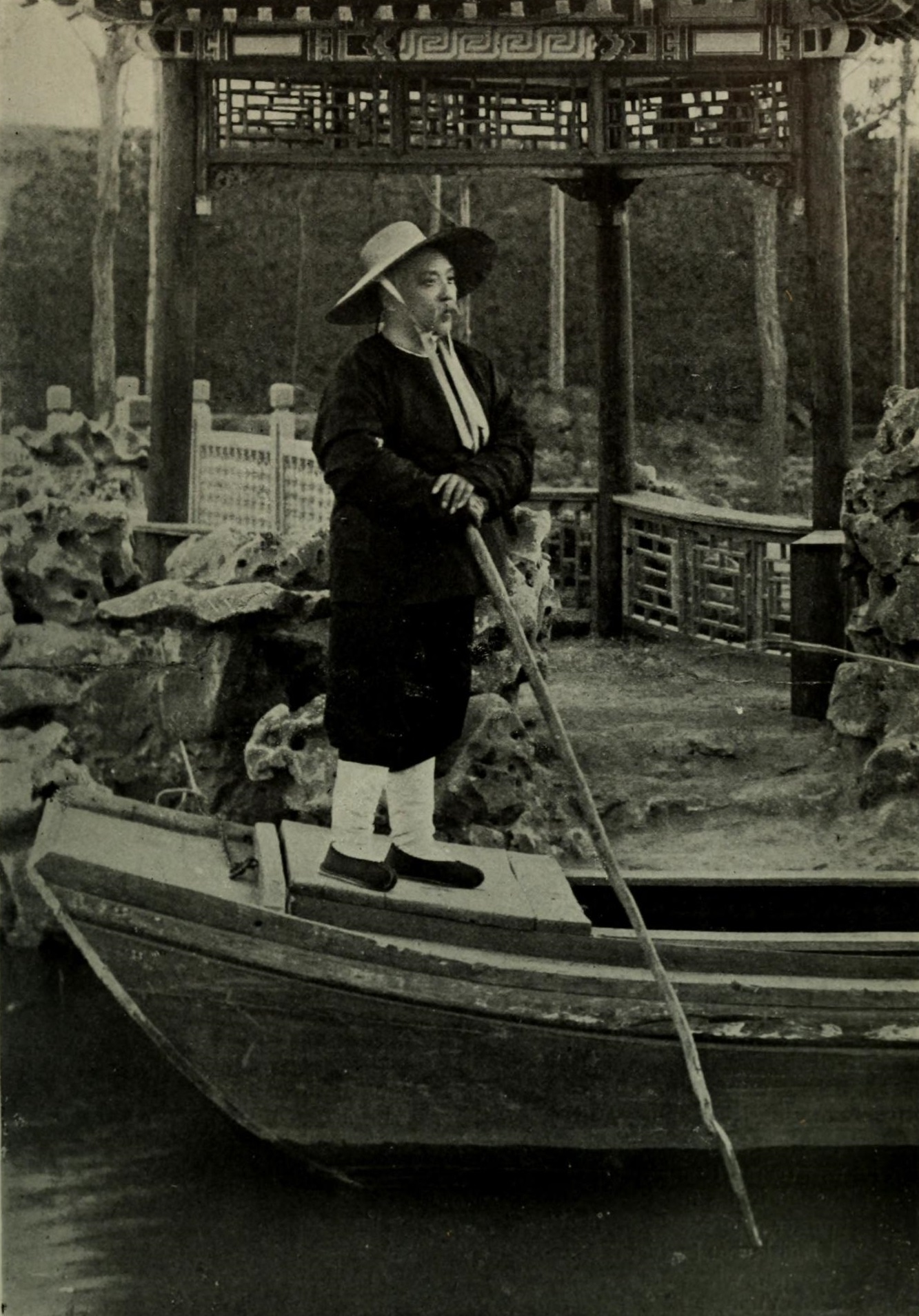
Jüan (Yuan) vidéki birtokán

Az esemény után Ce-hszi (Cixi) komolyan segítette karrierje alakulását, és Jüan (Yuan) néhány év alatt Cseli (Zhili) tartomány főbírójából kormányzó, majd a külügyek vezetője lett. Előtte csupán négy han ért el ilyen magas pozíciót a mandzsu Csing (Qing) udvarban. Mivel igen jó viszonyt ápolt Jikuang herceggel (Yikuang herceggel), és sok ezüstöt adományozott neki, Ce-hszi (Cixi) gyanakvó lett vele szemben. Hogy megfossza katonai hatalmától, kinevezte a külügyminiszterré és az udvari tanács tagjává. Jüan (Yuan) tudta, hogy ez mivel jár, és önként adta át a Pejjang Hadsereg (Beiyang Hadsereg) főparancsnoki posztját. Mivel a császárné ezzel sem tudta megtörni a hatalmát, újabb tervet eszelt ki, ám betegsége miatt ágyba kényszerült. Itt tudta meg azt, hogy Jüan (Yuan) el akarja mozdítani Kuang-hszü (Guangxu) császárt a trónról, és Jikuang (Yikuang) fiából akar császárt csinálni. Ce-hszi (Cixi) ezt azonban nem engedhette, így eltávolította Jikuangot (Yikuangot) a fővárosból, és a hadsereg több hadosztályát Pekingbe rendelte, majd kihirdette Pu Ji (Puyi) trónöröklését. Hogy Jüan (Yuan) valóban tervezett-e valamit, nem tudni, ám korabeli pletykák szerint az ő általa küldött gyógyszertől halt meg Kuang-hszü (Guangxu) császár.
A császár halála után Ce-hszi (Cixi) akarata szerint az alig kétéves Pu Ji (Puyi) került a császári trónra, és helyette Cajfeng, Csun hercege (Zeifeng, Chun herceg) kormányzott régensként. A halott Küang-hszü (Guangxu) császár testvéreként egyik első intézkedése volt, hogy megszabaduljon Jüan Si-kaj (Yuan Shikai)tól. Bár szerette volna megöletni őt, Jikuang (Yikuang) herceg a lehetséges katonai puccs miatt sikeresen megakadályozta a régenst terve végrehajtásában. Végül azzal bocsátották el Jüan (Yuan)t a Tiltott Városból, hogy kúrálja ki lábfájását.

### Út az elnöki pozícióig

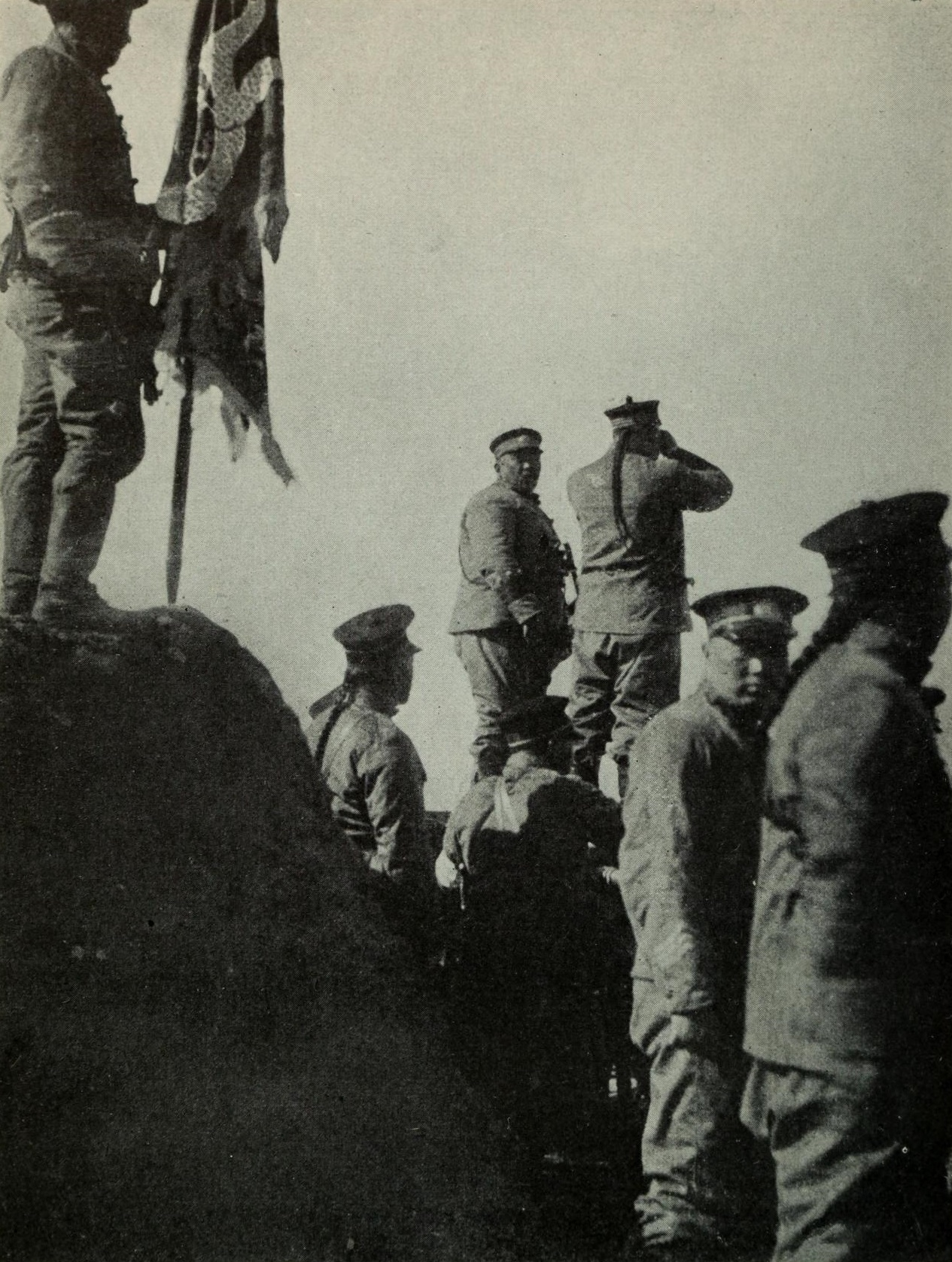
Jüan (Yuan) a frontvonalon a forradalom idején

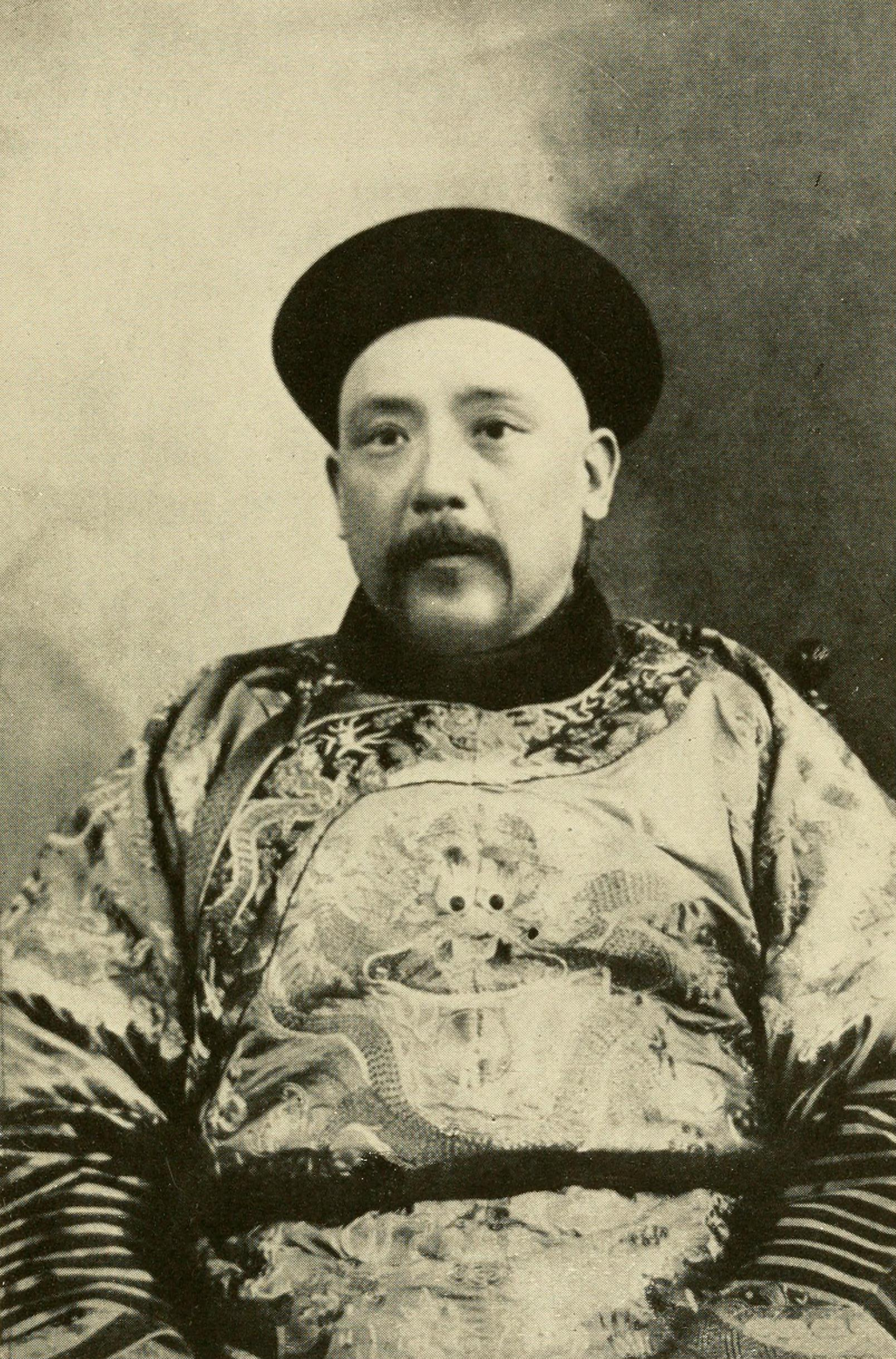
Hagyományos udvari ruhában

Kényszerített visszavonulása után az elkövetkező három évet a politikától távol töltötte hunani birtokán. Csupán az 1911-es vucsangi felkelés után hívták vissza az udvarba, és kinevezték Hopej (Hebei) és Hunan tartományok kormányzójává, amit azonban Jüan (Yuan) „lábfájdalmára” hivatkozva visszautasított. Két hét múlva kinevezték a teljes szárazföldi és tengeri haderő főparancsnokává, ám ő ezt is visszautasította. Végül a régens lemondása után, 1911. november 1-jén Jüan (Yuan)t nevezték ki a miniszterelnöki pozícióra, és azonnal munkához látott. Megölette a 6. hadosztály alkotmányt követelő parancsnokát, és megvesztegette a kivégzett tábornokkal szimpatizáló 20. hadosztály parancsnokát. Jüan ezután tárgyalást ajánlott a déli felkelőknek, és Tang Sao-ji (Tang Shaoyi)t Sanghaj (Shanghai)ba küldte tárgyalni. Mintegy gesztusként szabadon engedte az egy éve börtönbe tartott Vang Csing-vej (Wang Jingwei)t, Szun Jat-szen (Sun Yat-sen) egyik közeli munkatársát és hívét. Jüan még novemberben felszámolta a régensséget, és hazaküldte Csun (Chun) herceget, majd hozzálátott a dinasztia elmozdításához.
Ennek oka az volt, hogy a déliek egy része hajlandónak mutatkozott Jüan (Yuan)nal tárgyalni, és közölték vele, hogy a Csing-dinasztia (Qing-dinasztia) lemondatása esetén átadják számára a köztársasági elnöki pozíciót is. Ezenkívül a nagyhatalmak is nagyon érdeklődtek személye iránt, baráti érzéseket tápláltak iránta, hiszen Kína erős emberét látták benne, aki képes rendet tenni az országban. A tárgyalások igen elhúzódtak a köztársaságiakkal, ám 1912 januárjában Tuan Csi-zsuj (Duan Qirui) vezetésével tisztek egy csoportja ultimátumot adott át Jüan (Yuan)nak, amelyben felszólították, hogy döntsön az államforma felől, különben nem állnak ellen a köztársaságiak előrenyomulásának. Jüan (Yuan) így megüzente a Nankingban székelő köztársasági kormánynak, hogy elfogadja feltételeiket, vagyis a monarchia megszüntetését, a főváros Nankingba költöztetését és a köztársasági államforma elismerését. Bár a császári családdal egy ellene készülő merényletre hivatkozva nem érintkezett személyesen, képviselői és ügyes húzásai révén elérte, hogy az özvegy császárné beleegyezzen a lemondásba. Az egyik ilyen volt a francia forradalom során kivégzett XVI. Lajos történetének felelevenítése, ami nagyon megijesztette az özvegy császárnét. Az általa kiadatott ediktum szerint az uralkodó beleegyezett a köztársasági államformába és a népszuverenitásba, valamint megbízta őt egy teljhatalmú ideiglenes kormány alakításával és a déliekkel való megegyezéssel.
Szun Jat-szen (Sun Yat-sen) nyomására megváltoztatták az ediktum szövegét, és február 12-én újra közzétették. Ebben a császár már lemondott trónjáról, és a dinasztiát megfosztották az államigazgatás vezetésére való jogaitól, ám a császár megtarthatta címét, palotáit, és jelentős összegű köztársasági életjáradékra való ígéretet kapott. Jüan (Yuan), aki eddigre magához ragadta a teljes katonai, politikai és pénzügyi hatalmat, megalakította az ideiglenes köztársasági kormányt. Szun (Sun) a megegyezés alapján február 14-én lemondott a köztársasági elnöki posztról, és Jüan Si-kaj (Yuan Shikai)t javasolta utódjának, akit másnap meg is választották a Kínai Köztársaság ideiglenes elnökévé.

### Ideiglenes elnökként
Jüan (Yuan) a hatalmát politikai cselszövéssel szerezte, ezért igyekezett azt minden lehetséges eszközzel megerősíteni. Ebbe tartozott az is, hogy nem kívánt a bázisául szolgáló, konzervatív északon található Pekingből a demokrácia felé hajló Nankingba költözni. Leghűségesebb hadosztályait is innen toborozta, és itt hatott legkevésbé a vucsangi felkelés utáni forradalmi láz, így a város elhagyása komolyan érintette volna Jüan (Yuan) hatalmát. Hogy Peking maradhasson a főváros, egy incidenst használt ki: február 29-én a Cao Kun által parancsnokolt 3. hadosztály egyes egységei fellázadtak, fosztogatni és kegyetlenkedni kezdtek, és ez március 2-án Tiencsin (Tianjin)re is átterjedt. Erre a hírre Jüan (Yuan) megüzente a déli nemzetgyűlésnek, hogy a külföldiek nagykövetségeit nem hagyhatja őrizetlenül, és távozása esetén őt terhelné a felelősség, ha a zavargások Pekingre is átterjednek. Így javasolta, hogy a nemzetgyűlés és a nankingi hivatalok költözzenek inkább Pekingbe, ami maradjon főváros. Li Jüan-hung (Li Yuanhong) alelnök támogatta az ötletet, és a kormány jelentős része is pártolta. Szun Jat-szen (Sun Yat-sen) ellenkezése ellenére beleegyeztek Jüan (Yuan) ajánlatába, és miután északon helyreállt a rend, Jüan (Yuan) március 10-én letette az esküt a nép iránti hűségre. A nemzetgyűlés északra költözött, és március 29-én látott ismét munkához. Jüan (Yuan) Tang Sao-ji (Tang Shaoyi)t bízta meg kormányalakítással, mivel nem tudta, hogy őt a déliekkel folyó tárgyalások idején beszervezték a Forradalmi Ligába. A felálló kormányban így négy miniszter is a Liga tagjai közül került ki.

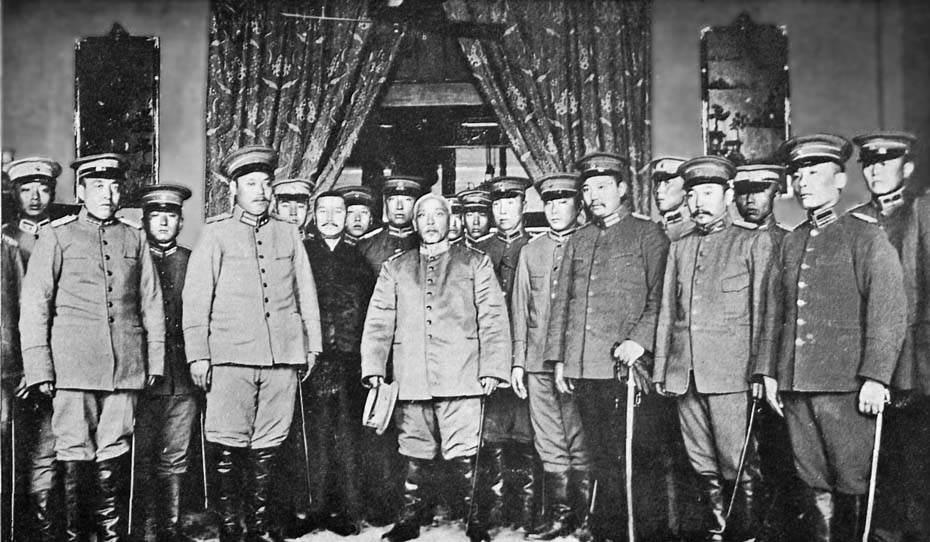
Jüan Si-kaj (Yuan Shikai) (középen) leteszi elnöki esküjét 1912. március 10-én

Mivel Szun Jat-szen (Sun Yat-sen) három népi alapelvéből az első kettő (nemzeti függetlenség és demokrácia) látszólag megvalósult, így Szun (Sun) a harmadiknak, a népjólét megvalósításának látott hozzá. Jüan (Yuan) számára ez ideális alkalom volt arra, hogy politikai ellenfele pozícióját gyengítse, így kinevezte az állami vasutak élére. Kezdetnek kétmillió dollárt folyósított Szun (Sun) számára, hogy abból kezdje meg a vasúthálózat fejlesztését. Jüan (Yuan) nem sokkal a kinevezés után bírói eljárás nélkül kivégeztetett két forradalmárt, akiket egy ellene készülő merénylettel vádoltak meg. Szun (Sun) felelősségre vonó levelére Jüan (Yuan) úgy válaszolt, hogy rágalmazásnak minősítette a híreket, valamint hozzájárult Szun (Sun) Japánba küldéséhez, hogy tanulmányozhassa az ottani reformokat.
Jüan (Yuan) hatalmát erősítette az a tény is, hogy Kuang-hszü (Guangxu) császár özvegye, Lung Jü (Long Yu) 1913. február 22-én meghalt. Jüan (Yuan) főtitkárát küldte el, hogy tolmácsolja jókívánságait a császári családnak, majd Tang Sao-ji (Tang Shaoyi) miniszterelnök vezetésével az egész kormány követte őt. Ám titokban igen elégedett volt az események alakulásával, hiszen egy lépéssel közelebb került saját császárrá koronázásához. Hivatalosan azonban Jüan (Yuan) saját kezűleg tűzte fel kabátjára a gyászszalagot, elrendelte a zászlók félárbócra eresztését, és hogy a hivatalnokok 27 napon keresztül járjanak gyászszalaggal. A császárné temetésén az egész kormány megjelent, míg a szárazföldi haderő országos gyászünnepségét Jüan (Yuan) jobbkeze, Tuan Csi-zsuj (Duan Qirui) irányította. A császárné halála után már csak két megoldatlan kérdés volt hátra: legális színezetet adni egy nyíltan autokratikus uralomnak, valamint pénzt szerezni az ország működtetéséhez.
Hogy a második, sokkal fontosabb problémát megoldja, kölcsönért folyamodott egy pénzügyi csoporthoz, amely azonban a sójövedék megszerzéséhez kötötte az összeg folyósítását. Az ügy kapcsán nagy vita tört ki az elnök és a nemzetgyűlés között, ezért Jüan (Yuan)nak várnia kellett az ajánlat elfogadásával. 1912 júniusában végül elfogadta a bankok kérését a sómonopólium ügyében, valamint hogy kizárólagos jogot kapnak kölcsönök nyújtására Kína számára. Ezt el kellett volna még fogadnia a nemzetgyűlésnek is, azonban az közölte a miniszterelnökkel, hogy ha aláírja az egyezményt, halállal büntetik érte. Erre a hírre miniszterelnöke Tiencsin (Tianjin)be menekült, a kormány pedig megbukott. A bankok azonban nem voltak hajlandóak számára addig kölcsönt nyújtani, amíg új kormány nem alakul.
Hogy mihamarabb felállhasson egy új kormány, Jüan (Yuan) 1912 decemberében kiírta az új választásokat. A frissen létrejött Kuomintang (Guomindang)gal a kisebb konzervatív pártokból létrejövő Progresszív Pártot állította szembe, és mindent elkövetett a választási eredmények manipulálására. Szavazásra csak azok voltak jogosultak, akik 21. életévüket betöltötték, két éve éltek egy helyen és legalább 250 liang vagyonnal rendelkeztek, így a népességnek csak igen kis százaléka voksolhatott. Továbbá a választás során az elnök több csalást is elkövetett, a hamisítástól a szavazatvásárlásig. Mindezek ellenére a Kuomintang a legerősebb pártként került be a nemzetgyűlésbe, így annak vezetőjét, Szung Csiao-zsen (Song Jiaoren)t választották meg miniszterelnökké. A pártvezetés kijelentette, hogy az elnökválasztás előtt elfogadják az új alkotmányt, és jelentősen megnyirbálják az elnök hatalmát. Bár Jüan (Yuan) tiltakozott, mondván, hogy előbb válasszák meg az elnököt, nem járt sikerrel.

### A második forradalom
Nem sokkal ezután Szung Csiao-zsen (Song Jiaoren) Sanghaj (Shanghai)ba utazott rövid időre. 1913. március 20-án készült visszatérni Pekingbe, ám az éjjeli expresszre várakozás közben valaki rálőtt a pályaudvaron, és halálosan megsebesítette a miniszterelnököt, aki két nap múlva belehalt a sebeibe, miután nem érkezett meg időben az engedély Pekingból az operációra.Jüan (Yuan) azonnal vizsgálatot rendelt el az ügyben, és látszólag mély megindulással fogadta Szung (Song) halálhírét. Március 23-án egy ópiumbarlangban letartóztatták a merénylet közvetlen szervezőjét, Jing Kuj-hszing (Ying Guixin)et, aki olyan jó viszonyt ápolt a kormánnyal, hogy még a kódkönyvükből is kapott egy példánnyal. Másnap elfogták a gyilkost, Vu Si-jing (Wu Shiying)et is. Jing (Ying) házának átkutatása során leveleket találtak, amelyeket az előző miniszterelnök, Csang Ping-csün (Zhao Bingjun) küldött, és amelyekben ötvenezer dollárt ajánlott fel Szung (Song) megöléséért. Áprilisban a sanghaj (shanghai)i külföldi koncessziók bírósága átadta a két férfit a kínai hatóságoknak, ám ítélethozatalra nem került sor, miután mindkét gyanúsított hamarosan erőszakos halált halt. Az országban egyre nőtt az elégedetlenség, azonban a volt miniszterelnök nem jelent meg a bírósági kihallgatáson, és Jüan (Yuan) egy olyan közleményt tett közzé, amelyben ártatlannak tartotta Jing Kuj-hszing (Ying Guixin)et. Az új nemzetgyűlés április 8-án tartott nyitóülésén Jüan (Yuan) nem jelent meg, ugyanis tartott attól, hogy merénylet áldozatává válik.
Ezt követően áprilisban Jüan titokban találkozott a pekingi idegennegyedben lévő Hongkong and Shanghai Banking Corportation épületében a pénzintézet képviselőivel, hogy aláírja velük a kölcsönszerződést. Itt azonban megzavarta őt Vang Cseng-ting (Wang Zhengting), a felsőház alelnöke, aki kijelentette, hogy a szerződés érvénytelen lesz a nemzetgyűlés beleegyezése nélkül, ám Jüan (Yuan) ennek ellenére aláírta azt. Két nap múlva a felső- és alsóház valóban érvénytelennek mondta ki a megegyezést, ennek ellenére április 26-án Jüan (Yuan) megkapta a 25 millió angol fontra rúgó kölcsönt. A kölcsönből azonnal mozgósította a hozzá hű erőket, és lefizette a flotta parancsnokát is, hogy ne akadályozza a Jangcén való átkelésben. Miután csapatai elfoglalták a helyüket, elkezdte önkényesen leváltani azokat a déli kormányzókat, akik a Kuomintang (Guomindang) tagjai vagy szimpatizánsai voltak. Az elsőt, Csianghszi (Jiangxi) kormányzóját július 9-én menesztette, majd napokon belül két másik is követte. Erre válaszul összeült a Kuomintang (Guomindang) vezetősége Sanghaj (Shanghai)ban, és hosszú vita után Szun Jat-szen (Sun Yat-sen) álláspontja kerekedett felül, amiben kiállt a fegyveres harc megindítása mellett. A déli tartományok kikiáltották függetlenségüket az északi kormányzattól, és nem ismerték el tovább Jüan (Yuan) hatalmát.
Július 12-én felkelt a nankingi helyőrség és példáját több más katonai egység is követte. Jüan ugyanezen a napon parancsot adott a felkelés elfojtására. Először a főváros közelében található Senhszi (Shanxi)ben verték le a felkelést, majd nagy erőket mozgósítva Csianghszi (Jiangxi)t támadták meg. Az itteni erők mintegy két hónapig tartották magukat, ám fokozatosan visszaszorultak a hegyekbe, majd szétszóródtak. Ezután már nem állt komolyabb akadály Jüan (Yuan) csapatai előtt, és rövid idő alatt leigázták Hunant és Kuangtung (Guangdong)ot. Nankingot Csang Hszün (Zhang Xun) tábornok csapatai foglalták el és dúlták fel. A város hosszú ideig állta a támadásokat, ám a védők főparancsnoka július 28-án elmenekült a városból. Ennek ellenére a harcok csak szeptember 2-án fejeződtek be. Az elfoglalt területeken kegyetlen megtorlást rendeztek, ezreket végeztek ki és vetettek börtönbe. A második forradalom elbukott, és Jüan (Yuan) fő politikai ellenfelei elmenekültek az országból. Hogy tovább erősítse hatalmát, a tartományok élére hozzá hű katonatiszteket nevezett ki.

### Az egyeduralom kiépítése

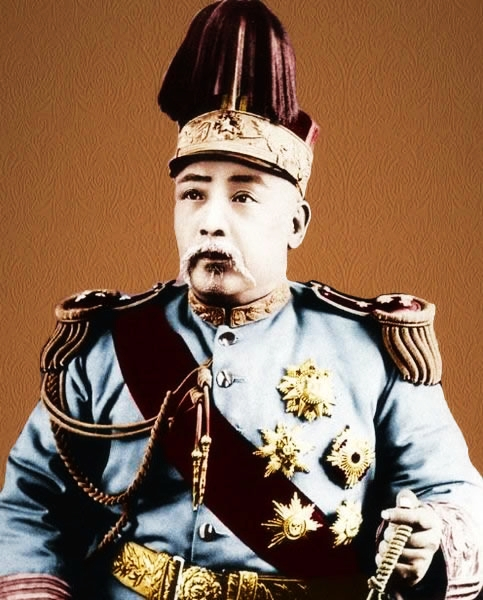
Elnökként 1915-ben

A második forradalom leverése után Jüan (Yuan) hozzálátott a parlament hatalmának felszámolásához. A Kuomintang (Guomindang) vezetésétől követelte, hogy zárják ki soraikból a felkelés vezetésében részt vett személyeket, mint Szun Jat-szen (Sun Yat-sen)t, vagy Huang Hszing (Huang Xing)et, és ők engedelmeskedtek. Ám Jüan (Yuan) még mindig csupán ideiglenes elnök volt, ezért szükségesnek látta, hogy hatalmát választással legalizálja. Ez azonban igen nehézzé vált az alelnöknek, mert elképzelhető volt, hogy a hősként tisztelt Li Jüan-hung (Li Yuanhung) egy tiszta szavazás esetén legyőzi Jüant. Ő ezért eltervezte, hogy diszkreditálja az alelnököt, ellehetetlenítve őt. A nemzetgyűlés két háza vesztegetés és katonai megfélemlítés hatására október 10-i közös ülésén öt évre elnökké választotta Jüan (Yuan)t. A szavazáson Li az 507 szavazatból 196-ot szerzett meg, így Jüan (Yuan) számára fontossá vált az ő félreállítása is.
Hogy ezt a célját elérje, jobbkezét, Tuan Csi-zsuj (Duan Qirui)t küldte Vucsangba, ami 1911 óta folyamatosan az alelnök lakóhelyéül szolgált. Tuan (Duan) azonban nem kívánt végezni az alelnökkel, inkább rábeszélte, hogy menjen a fővárosba, ahol legalább esélye van megvédenie magát a rázúduló támadásoktól. Li útnak is indult, és 1913. december 11-én érkezett meg a fővárosba. Bár itt méltóságának megfelelően fogadták, és ahhoz illő szállást kapott a palotában, ahol éveken keresztül raboskodott Kuang-hszü (Guangxu) császár, érezni lehetett, hogy jelenléte csupán nyűg Jüan (Yuan) számára.
Jüan (Yuan) figyelme a személyi kérdések rendezése után figyelme ismét a parlament felé fordult. Bár a külföldre menekült radikális képviselőket kizáratta soraikból, a Kuomintang (Guomindng) mégis továbbra is sok gondot okozott neki. Így 1913. november 4-én államcsínyt hajtott végre, rendeleti úton feloszlatta a pártot, majd képviselői mandátumait megsemmisítette. Az ok minderre egy összeesküvés volt, amelyre állítólag a párt készült Jüan (Yuan) ellen. 1914 januárjában a nemzetgyűlés maradékát is feloszlatta, majd néhány törvény segítségével államtanácsot szervezett, amely átvette a törvényhozási feladatokat, azonban nem volt tényleges hatalma.
A májusban elfogadott alkotmány szinte uralkodói jogkörrel ruházta fel az elnököt, hiszen halála esetén kijelölt utódai is örökölhették a tisztségét. Az utódok személyének kijelölésére 1914. december 29-én került sor, amikor az elnök három nevet választott ki, amelyeket egy aranydobozba raktak, és a Tiltott Városban kialakított elnöki palota pincéjében helyeztek el. A dobozt csak abban az esetben volt szabad felnyitni, ha az elnök meghal, és ezután népszavazással döntöttek volna az utód személyéről. A három kiválasztott kivétel nélkül Jüan (Yuan) fiai közül kerülhetett ki. Az elnöki mandátum idejét is kitolták, ami a korábbi öt helyett tíz év lett, és az elnököt akárhányszor újraválaszthatták.

### Külpolitika

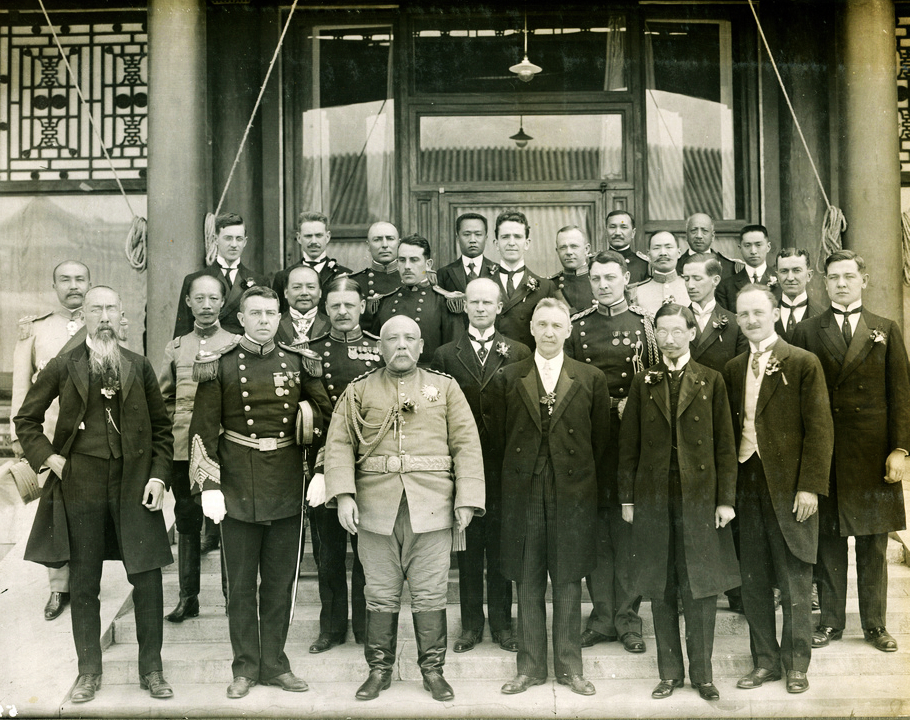
Jüan (Yuan) külföldi katonákkal és diplomatákkal találkozik 1913-ban

Hogy uralmát a nagyhatalmak elismerjék, Jüan (Yuan) folyamatosan engedményekre volt kényszerítve külpolitikájában. Nem sokkal ideiglenes elnökké választása után lázongások törtek ki Tibetben, és a kínai helyőrségek is elégedetlenkedni kezdtek. Nepál közvetítésével egyezményt kötöttek a tibetiekkel, és a kínai katonák 1912 végére elhagyták az ország területét, és 1913 januárjában Tubten Gyaco dalai láma is visszatérhetett. Jüan (Yuan) sajnálkozását fejezte ki a mandzsuk politikája miatt, amely elnyomta Tibetet, és felajánlotta a dalai lámának, hogy visszahelyezi tisztségeibe, ám az visszautasította az ajánlatot. Nem sokkal később Jüan (Yuan) ismét kínai tartománynak nyilvánította az országot, és csapataival megszállta a Mekongtól keletre eső területeket. A gyengén felszerelt tibeti sereg orosz fegyverekkel erősítette meg magát, erre válaszul pedig a britek is fegyverszállításba kezdtek, hogy befolyásuk ne csorbuljon. A kínai haderő így már nem tudta folytatni az előrenyomulást, ezért Jüan (Yuan) a brit felkérés alapján tárgyalásokba kezdett a tibeti vezetéssel. A tibeti, kínai és brit küldöttek Szimlában ültek össze 1913. október 6-án. Itt hosszas viták kezdődtek az ország függetlenségéről, és végül 1914. július 3-án megszületett a szimlai egyezmény, amely garantálta Tibet függetlenségét. A kínai küldött aláírta a szerződéstervezetet, azonban a tényleges szerződésre végül csak a tibeti és a brit felek aláírása került, ugyanis a Jüan vezette kínai kormányzat nem volt hajlandó ratifikálni azt.
Külső-Mongólia még 1911. december 29-én kikiáltotta függetlenségét a mandzsu udvartól. Oroszország igen hamar beavatkozott, és 1913. november 3-án elismerte Mongólia (önálló államként ezt a nevet használja) függetlenségét, majd támogatni kezdte diplomáciailag és pénzügyileg, valamint tanácsadókat is küldött a térségbe. 1915-ben tárgyalásokra került sor az Orosz Birodalom, Kína és Mongólia között, és május 25-én aláírtak egy egyezményt, amiben Mongólia elismerte a kínaiak névleges fennhatóságát, és egyúttal autonóm területté vált. A szerződésben rögzítették az orosz fél érdekeit is.
A legsúlyosabb külpolitikai beavatkozásra az első világháború kitörése után került sor, miután Japán megszállta a Santung (Shandong)ban lévő német koncessziót, Csingtaó (Qingdao)t. Jüan (Yuan) semlegességet deklarált a konfliktus elején, abban a reményben, hogy minél tovább kimaradhat a harcokból. 1915. január 18-án a japánok 21 követeléssel álltak elő, amelyekben a Santung (Shandong) feletti fennhatóságot, vasutak építésére és kikötők megnyittatására való jogot, Dél-Mandzsúria feletti protektorátust, a vas- és acélművek feletti monopóliumot, japán tanácsadók alkalmazását, kínai–japán közös rendőrség felállítását, a hadianyag legalább 50%-ának Japántól való beszerzését követelték. Ezen kívül a követelésekben helyt kapott az is, hogy Kína semmilyen más nemzetnek nem enged át kikötőt vagy szigetet, csakis kizárólag Japánnak. A követelések elfogadása Kína függetlenségének végét jelentette volna, hiszen gazdaságilag és külpolitikailag teljesen japán irányítás alá került volna, ami súlyosan érintette volna az ország területi integritását. Maga Jüan (Yuan) is elhűlt a jegyzék kézhezvétele után. A megfogalmazott követelések több ponton sértették más nagyhatalmak érdekeit is, mint például Nagy-Britanniáét vagy az Amerikai Egyesült Államokét, így a japánok kénytelenek voltak lemondani a japán tanácsadók alkalmazását követelő pontokról. A japánok nem sokkal később invázióval fenyegették meg Jüant, aki 1915. május 25-én beleegyezett a követelések többségének a teljesítésébe, Liaotung (Liaodong) megszállását, a mandzsúriai vasútvonalak ellenőrzését és Kiaucsou (Jiaozhou) átadását kivéve.

### Császárrá válása

Jüan (Yuan) császárságának tervezett zászlaja

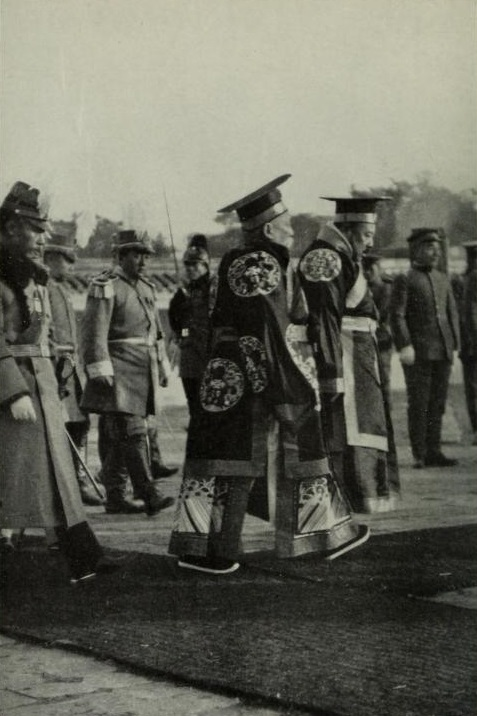
Jüan (Yuan) (középen) császári köntösben

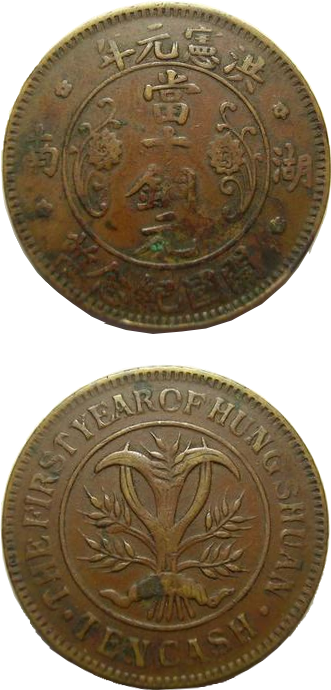
A császárság egyik tervezett pénzérméje

Már elég korán jelek mutatkoztak arra, hogy Jüan (Yuan)tól távol áll a demokratikus felfogás, és inkább monarchista alapon gondolkozik. A hagyományosan a császárok által az Ég Urának bemutatott szertartásra alig egy évvel a vucsangi lázadás után, 1912-ben saját megbízottját küldte el, egy minisztert. 1913 újévekor egy követ útján üzent a trónról leköszönt Pu Ji (Puyi)nak, majd január 13-án születésnapi jókívánságait is mindössze üzenetben küldte meg. E viselkedése nyomán gyökeresen átalakult a hangulat a Tiltott Városban, és míg az itt dolgozó hivatalnokok egy éve utcai ruhákban jártak, most már udvari köntösökben merészkedtek ki az utcákra, lovasokkal tisztították meg az utat maguk elől, és ismét népes kíséretet vettek maguk mellé. Jüan (Yuan) udvarbéli megítélését a császárné halálakor tett intézkedései is nagyban növelték.
1914-ben Jüan (Yuan) egyre egyértelműbb jeleit adta azon szándékának, hogy vissza kívánja állítani a császárságot. Áldozatot mutatott be Konfuciusznak, majd létrehozott egy, a Csing-dinasztia (Qing-dinasztia) történelmével foglalkozó intézetet, ahol a dinasztia hivatalnoktudósait alkalmazta. Mikor egy régi Csing (Qing) hivatalnok, Lao Naj-hszüan (Lao Naixuan) levélben arra kérte Jüan (Yuan)t, hogy állítsa vissza a dinasztia régi hatalmát, ő meghívta a férfit Pekingbe tanácsadójának. Sok, a köztársaságban csalódott ember kívánta a császárság visszaállítását, és így fokozódott az ilyen tevékenység is Kínában. Jüan (Yuan) még ezen év decemberében személyesen mutatott be áldozatot az Ég Urának, és azonnal pletykák kaptak szárnyra arról, hogy vissza kívánja állítani a császárságot.
1915 elején az elnök amerikai tanácsadója, Frank J. Goodnow cikket tett közzé, amelyben kifejtette, hogy a legideálisabb államforma Kína számára a monarchia. Nem sokkal ezután újjáéledt a béke megőrzésének társasága, amely Jüan (Yuan)t tartotta a legalkalmasabbnak a császári pozíció betöltésére. Ekkorra kezdett egyértelművé válni, hogy ő nem a Csing (Qing)-dinasztia restaurációján, hanem saját császárrá koronázásán munkálkodik. Hamarosan megindultak az előkészületek, a festők elkezdték felújítani a Tiltott Város egyes épületeit, és Po Lun, valamint a nyolclobogós mandzsu nemesség felkérte Jüan (Yuan)t a trón betöltésére. Ezután Po Lun megszerezte a Csing (Qing) udvartól a császári testőrséget az ünnepségre. E lépéseket az udvar sem hagyta szó nélkül, és titkos tárgyalásokat kezdett Jüan (Yuan)nal, amelyben felajánlották neki, hogy a méltányos feltételekért cserébe hajlandóak elismerni császárnak. Ezen kívül felmerült még annak a gondolata is, hogy házasságot köttetnek Jüan (Yuan) egyik lánya és Pu Ji (Puyi) között, ám ezt megakadályozta Jüan (Yuan) nem sokkal később bekövetkező halála.
Bár a lemondott dinasztiával sikerült megegyeznie, Nagy-Britannia, Oroszország és Japán egyértelműen tudtára adta, hogy nem helyeslik a császárság helyreállítását, Jüan (Yuan) azonban ennek ellenére sem adta fel tervét. Az államtanácstól is egyre nagyobb felhatalmazást kapott, megkapta a jogot a nemesség adományozására, és hűséges tábornokait egymás után látta el nemesi címekkel. 1915 végén az ország minden tartományában összehívták a gyűléseket, és ott megkérdezték a követeket, hogy kívánják-e Jüan (Yuan) császárrá választását. A követek két szavazólapot, egy „igen” és egy „nem” feliratút kaptak, hogy ezekkel szavazzanak. Ám a szavazás idején katonatisztek sétáltak be a termekbe, és egyesével leszavaztatták a képviselőket, ügyelve arra, hogy a megfelelő szavazólapot dobják be az urnákba. Így mind a tizennyolc tartományi gyűlés egyhangúlag követelte Jüan (Yuan)tól, hogy váljék az ország császárává. Jüan (Yuan) a nép akaratára hivatkozva 1915. december 11-én bejelentette a uralkodói forma restaurálását, és kikiáltotta magát az új ország császárának. Az 1916-ban érvénybe lépő új éra nevének a Hunghszien (Hongxian)t, vagyis a „mindent felölelő törvény korát” választotta.

### Bukása

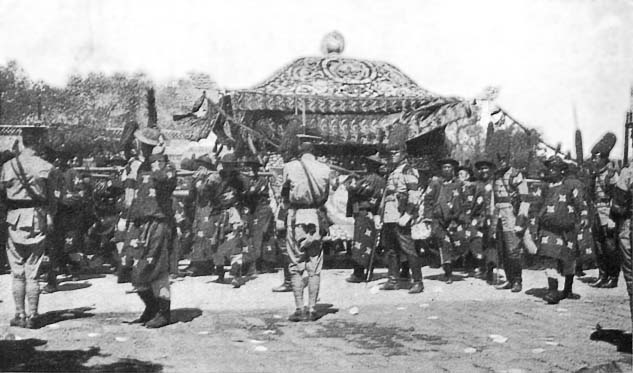
Jüan (Yuan) koporsóját a vasútállomásra szállítják

Jüan (Yuan) azonban nem számolt azzal, hogy a kínai nép ezt a lépését nem támogatja. 1915. december 25-én Jünnan (Yunnan) vezetői Caj O (Cai E) vezetésével kikiáltották függetlenségüket, és ezzel kezdetét vette a harmadik forradalom néven ismert felkelés. Jüan (Yuan) ugyan megpróbálta lebeszélni őket, ám alábecsülte a népmozgalom erejét. Jünnan (Yunnan)ban nemsokára kormányt szerveztek, és egyre-másra lázadtak fel az újabb tartományok Jüan (Yuan) uralma ellen. Januárban a jünnan (yunnan)i katonák behatoltak a szomszédos Szecsuan (Sichuan) és Kuanghszi (Guangxi) tartományokba, és a kiűzésükre tett kísérletek kudarcot vallottak. Jüan (Yuan) ellen több bizalmas híve is fellázadt. Mindezek azonban nem érintették a fővárosban uralkodó légkört, ahol serényen folytak az élőkészületek a császárság tényleges visszaállítására. Az újságok az ezzel kapcsolatos hírekkel voltak tele, amelyben beszámoltak arról, hogy a sárga papírra írt trónra lépési császári ediktumok már elkészültek, és csak kiosztásra várnak; hogy nemsokára elrendelik, hogy az ország összes hivatalnoka mutassa be hódolatát Jüan (Yuan) portréi előtt; hogy készülőben van az új éra himnusza stb. A kialakult helyzetre hivatkozva azonban kénytelenek voltak a császárság kikiáltását elhalasztani, és erre végül nem is került sor.
Jünnan (Yunnan) példáját több más tartomány is követte, így elszakadt Kujcsou (Guizhou), Szecsuan (Sichuan), Kuanghszi (Guangxi), Fucsien (Fujian) és Hunan is. 1916 februárjában már az ország fele függetlenítette magát a pekingi kormányzattól. A nagyméretű népfelkelés a nagyhatalmi politikát is megváltoztatta, így Jüan (Yuan) segítségkérésére tartózkodóan válaszoltak, mondván nem kívánnak beavatkozni a kínai belpolitikába. Jüan (Yuan) kezdte megérteni, hogy vesztett, így 1916. március 22-én lemondott a trónról. Uralkodása mindössze 83 napig tartott. Ezután kinevezett egy kormányt a még mindig hű embereiből. A déliek azonban nem elégedtek meg ennyivel, és a bukás egyértelmű jelének tekintették a meghátrálást, ezért május 12-én Kantonban saját kormányt hoztak létre. Az elnök katonatisztjei is rossznak tartották a döntést, ugyanis az a feltétel nélküli megadással ért fel számukra. Jüan (Yuan) így elveszítette támogatói többségét, és ellenfeleit sem sikerült kielégítenie. Szun Jat-szen (Sun Yat-sen) visszatérése után az indulatok még jobban felkorbácsolódtak, és Jüan (Yuan) május 25-én nyilvánosan megbánta cselekedeteit. Ezután még kijelölte utódját, Li Jüan-huang (Li Yuanhuang)ot elnökké nevezte ki. Nem sokkal ezután, június 6-án hirtelen elhunyt. A leggyakrabban a bukása miatt bekövetkező agyvérzésnek tulajdonítják halálát, ám egyes vélekedések öngyilkosságáról beszélnek. Ha halála nem következik be, akkor Kína valószínűleg véres polgárháborúba sodródott volna.

## Hagyatéka és emlékezete
Jüan (Yuan) halála után úgy tűnt, hogy Kína újra egységessé vált, utódja pedig összehívta az 1913-ban megválasztott parlamentet, majd a déli kormány feloszlatta önmagát. A tényleges hatalmat azonban Jüan (Yuan) jobbkeze, Tuan Csi-zsuj (Duan Qirui) miniszterelnök gyakorolta, és több korábbi tisztje is komoly befolyással rendelkezett. A pekingi kormányzat élén ezért gyakran váltották egymást a különféle tiszti klikkek képviselői, és ez nagyon aláásta az északi kormány hatalmát és tekintélyét. A kormány számára az első világháborúba való belépés látszott jó lehetőségnek ennek helyreállítására, ám azt a nemzetgyűlés nem szavazta meg, és Li Jüan-hung (Li Yuanhung) elnök leváltotta Tuan (Duan)t a miniszterelnöki pozícióból. Azonban a tartományok katonai kormányzói a miniszterelnök pártjára álltak, így Li kénytelen volt meghátrálni, és feloszlatni a parlamentet. A zavaros helyzetet kihasználva Csang Hszün (Zhang Xun) tábornok Pekingbe vonult csapataival, és tizenkét napra visszaállította a Csing-dinasztia (Qing-dinasztia) uralmát. A déli tartományok nemsokára újra kikiáltották függetlenségüket, és Kína részekre hullott. Elkezdődött a körülbelül másfél évtizedig tartó hadurak kora. Mivel a későbbi hadurak korábban mind Jüan (Yuan) katonatisztjei voltak, illetve ő tette őket katonai kormányzóvá, ezért őt gyakran nevezik a „hadurak atyjának”.

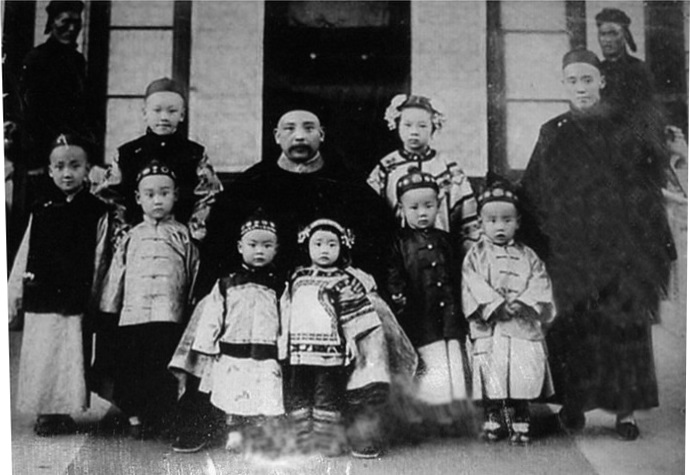
Jüan (Yuan) gyerekeivel

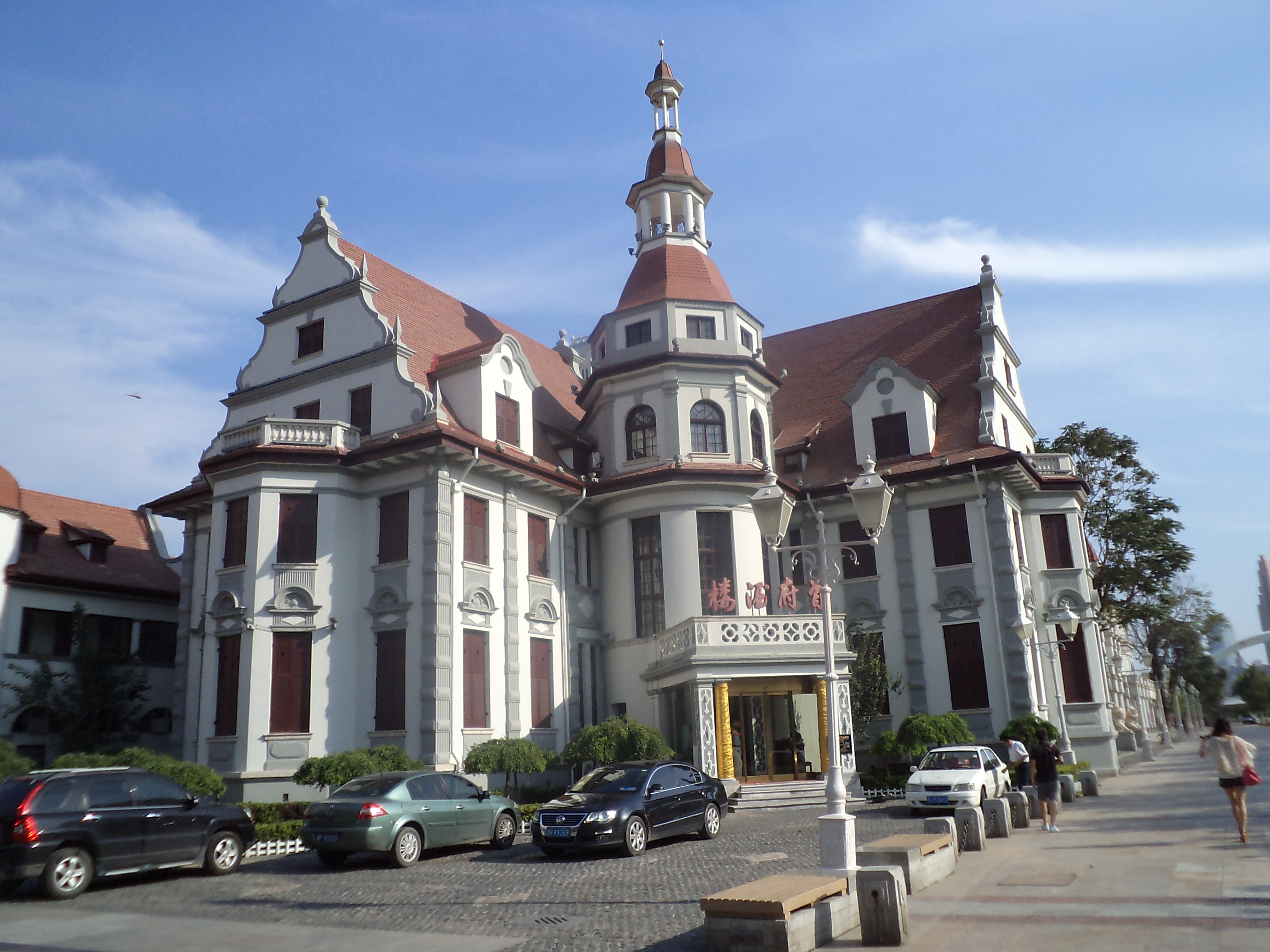
Jüan (Yuan) villája a tiencsini koncessziós zóna területén, ma étterem

Megítélése mind a nacionalista, mind a kommunista vélekedés szerint negatív, és halála után külföldről is sok kritikát kapott. John J. Mullowney történész szerint Jüan (Yuan)nak fontos szerepe volt a Kuang-hszü (Guangxu) császár által indított reformok megbuktatásában, ezzel megakadályozva Kína modernizációját. Így tevékenyen hozzájárult a bokszerlázadás kitöréséhez és a Csing (Qing)-dinasztia bukásához. Császári ambíciói miatt a kínai monarchisták is igen negatív képet alakítottak ki róla, hiszen ők szinte kivétel nélkül a Csing (Qing)-dinasztia visszaállítását kívánták. A korábbi kommunista történetírás az imperialista hatalmak kiszolgálójának és a császári ambícióiért Japánnak is behódoló embernek festette le őt, akinek a nyugatiak minden olyan támogatást megadtak, amit Szun (Sun)tól megtagadtak. Manapság azonban átalakulóban van a kontinentális Kínán róla kialakított kép, amit jelez a Kínai Központi Televízió új produkciója is. Az angol nyelven, Towards the Republic címen látható sorozatban olyan embernek mutatják be Jüan (Yuan)t, aki fiatalkorában tehetséges szervező és adminisztrátor, valamint remek intrikus volt. Császárrá válását főleg a nyugati hatalmak kényszerítésének, valamint legidősebb fiának, Jüan Ko-tingnak (Yuan Kedingnak) a számlájára írja. Ezt vallja Putnam Weale is, aki szerint Jüan (Yuan)nal külföldi barátai végeztek, akikre túlságosan is hagyatkozott, akik nem vették elég komolyan a Kínában nagy nehézségek árán kivívott köztársasági államformát. Jüan (Yuan) pozitív megítélése pártján áll Paul Samuel Reinsch, aki az ő elnöklése idején volt amerikai diplomata Pekingben. Reinsch azon a véleményen van, hogy Jüan (Yuan) nagyon jelentős államférfi volt, aki azonban nem tudta megnyerni az egyszerű kínai emberek lelkét, hiszen nem ismerte kellőképpen őket, és bukása is főleg ennek köszönhető.
Jüan (Yuan) elég népes családdal rendelkezett, ugyanis feleségén kívül számtalan szeretőt is tartott, akik 17 fiút és 15 lányt szültek neki. A család tagjai a császárság bukása után külföldre menekültek, félve a megtorlástól. Ez szinte lehetetlenné tette a család genealógiájának feltérképezését, ugyanis a családtagok elvesztették kapcsolatukat egymással. Csupán 2008-ban indult program Kínában a téma kutatását illetően.